# Hermundur Illugason
Hermundur Illugason (982 – 1055) fue un caudillo vikingo de Gilsbakki, Mýrasýsla en Islandia. Según la saga de Bandamanna era goði del clan familiar de los Gilsbekkingar. Era hijo de Illugi Hallkelsson, apodado el Negro, y por lo tanto también hermano del escaldo Gunnlaugr Ormstunga.
Como personaje histórico aparece en otras sagas nórdicas como la saga de Laxdœla, saga de Gunnlaugs ormstungu, Saga de Valla-Ljóts, y saga Heiðarvíga.